# ZTE
ZTE Corporation (Trung Văn: 中兴通讯股份有限公司, công ty cổ phần hữu hạn Trung Hưng Thông tấn)  là một tập đoàn sản xuất thiết bị viễn thông đa quốc gia của Trung Quốc có trụ sở ở Thâm Quyến, Quảng Đông, Trung Quốc.
ZTE hoạt động trong ba lĩnh vực kinh doanh chính- Mạng truyền dẫn(54%)-Thiết bị đầu cuối(29%)-Viễn thông(17%). Sản phẩm cốt lõi của ZTE thiết bị không dây, tổng đài, thiết bị truy nhập, cáp quang, các thiết bị dữ liệu - viễn thông; điện thoại di động; phần mềm viễn thông. Họ cũng cung cấp các sản phẩm cung cấp các dịch vụ giá trị gia tăng, như video theo yêu cầu và streaming media. ZTE chủ yếu bán các sản phẩm dưới tên riêng của mình nhưng họ cũng là một OEM.
ZTE là một trong 5 nhà sản xuất điện thoại lớn nhất tại Trung Quốc, và trong tốp 10 toàn cầu.

## Lịch sử
ZTE, khi mới thành lập có tên Zhongxing Semiconductor Co., Ltd ở Thâm Quyến, Trung Quốc, năm 1985, được thành lập bởi một nhóm các nhà đầu tư kết hợp với Bộ Không gian vũ trụ của Trung Quốc. Tháng 3/1993, Zhongxing Semiconductor đổi tên thành Zhongxing New Telecommunications Equipment Co., Ltd với số vốn 3 triệu nhân dân tệ, và tạo ra một mô hình kinh doanh mới như là một thực thể kinh tế "nhà nước sở hữu, tư nhân điều hành". Mặc dù có quan hê với nhà nước, công ty đã phát triển thành ZTE Corporation và phát hành cổ phiếu lần đầu ra công chúng (IPO) trên sàn chứng khoán Thâm Quyến năm 1997 và sau đó ở Hồng Kông tháng 12/2004.
Trong khi lợi nhuận ban đầu của công ty đến từ bán hàng trong nước, họ tuyên bố sẽ sử dụng tiền có được từ IPO tại Hong Kong năm 2004 để mở rộng hoạt động R&D, bán hàng đến các nước đang phát triển, sản xuất ở nước ngoài. Tiến vào thị trường viễn thông thế giới năm, nó lấy 40% đơn đặt hàng toàn cầu mới cho các mạng CDMA  đứng đầu thế giới thị trường thiết bị theo số lượng lô hàng. Cùng năm ZTE tìm được một khách hàng lớn ở Canada Telus và gia nhập Wi-Fi Alliance. Nhiều khách hàng ở các quốc gia phát triển nhanh chóng đi theo sự dẫn đầu của Telus, trong năm 2007 ZTE đã bán sản phẩm cho Vodafone của Anh, Telefonica của Tây Ban Nha, Telstra của Úc, cũng như thu hút được số lượng lớn nhất của hợp đồng  CDMA trên toàn cầu. Năm 2008 ZTE đã có được khách hàng ở toàn cầu khi họ bán hàng đến 140 quốc gia.
Năm 2009, công ty trở thành các nhà cung cấp lớn thứ ba trên thế giới về thiết bị viễn thông GSM, và khoảng 20% của tất cả các thiết bị GSM được bán trên khắp thế giới vào năm đó mang thương hiệu ZTE. Đến năm 2011 công ty sở hữu khoảng 7% số bằng sáng chế quan trọng của công nghệ LTE cùng năm, hãng tung ra mẫu điện thoại hộ trợ cả hai công nghệ định vị GPS và GLONASS, MTS 945. ZTE tuyên bố dành 10% doanh thu hàng năm cho nghiên cứu và phát triển mỗi năm, và họ có thể ra mắt số bằng sáng chế và giấy phép tiện ích với một tốc độ chóng mặt. ZTE đã nộp 48.000 bằng sáng chế trên toàn cầu, và với hơn 13.000 bằng sáng chế được cấp. Hơn 90% là các sáng chế có liên quan đến nhau. Trong hai năm liên tiếp (2011 và 2012), ZTE là công ty được cấp nhiều bằng sáng chế nhất toàn cầu, Và là công ty đầu tiên của Trung Quốc thực hiện được điều này.

## Công ty con

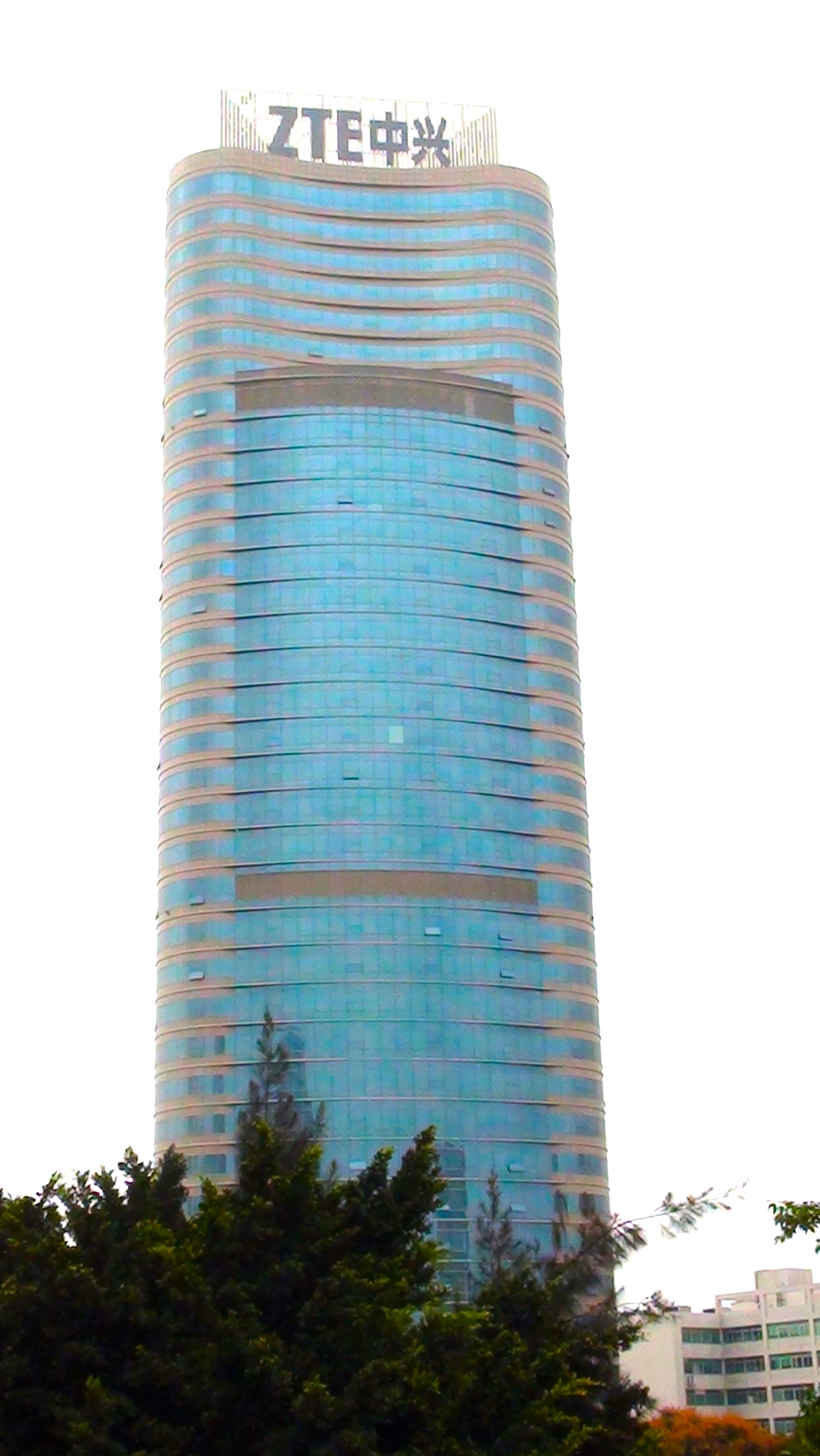
ZTE Tower ở Thâm Quyến

ZTE có một số công ty con trên thế giới.

### PT. ZTE Indonesia
PT ZTE Indonesia là đại diện của ZTE với nhiều khách hàng cùng PT Telkom Indonesia tbk, PT Telekomunikasi Seluler tbk, PT Indosat tbk, PT Smartfren tbk, PT XL Axiata, và cũng cung cấp nhiều hỗ trợ dưới thương hiệu ZTE.

### ZTE (Australia) Pty Ltd
ZTE gia nhập thị trường Australia năm 2005, và đến năm 2009 ZTE (Australia) Pty Ltd hoạt động như nhà cung cấp độc quyền thiết bị cầm tay, card mạng của ZTE, và cũng cung cấp và là nhà cung cấp OEM cho khách hàng, chẳng hạn như Telstra và Optus tại Úc.

### ZTE Deutschland GmbH
ZTE Deutschland GmbH thành lập năm 2005vowis trụ sở ở Düsseldorf; đến năm 2008, đã có 50 lao động, 60% trong số đó được tuyển dụng tại địa phương.

### ZTE USA Inc
Chi nhánh Bắc Mỹ của ZTE, có trụ sở ở Richardson, Texas, ZTE USA Inc cung cấp các thiết bị cầm tay không dây và giải pháp mạng ở US. ZTE USA là đối tác của NBA's Houston Rockets trong mùa giải 2013-2014

### ZTE (HK) Ltd
ZTE (Hong Kong) Ltd. (China) phục vụ trong các lĩnh vực như hợp đồng sản xuất toàn cầu..

### ZTE do Brasil Ltda.
ZTE do Brasil Ltda.thành lập năm 2002 với trụ sở ởSão Paulo và văn phòng ở Rio de Janeiro và Brasília; cung cấp các thiết bị di động và các giải pháp mạng cho thị trường Brazil.

### ZTE Pakistan Pvt Ltd
ZTE đã được giới thiệu tại thị trường Pakistan năm 1999 có trụ sở ở Islamabad và các văn phòng đại diện ởLahore và Karachi. 
Cung cấp Thiết bị viễn thông, Giải pháp mạng và các dịch vụ quản lý để khai thác viễn thông tại Pakistan ví dụ PTCL, Telenor, Mobilink, Zong, SCO

### Zonergy
Zonergy là một công ty năng lượng tái tạo có liên quan đến các dự án phát điện thông qua các công viên năng lượng mặt trời ở Trung Quốc và Pakistan và trồng dầu cọ ở Indonesia để sản xuất nhiên liệu sinh học. ZTE là một cổ đông lớn và có công trong việc thành lập công ty trong năm 2007 nhưng chỉ giữ một số ít cổ phiếu trong thực thể.

## Sản phẩm

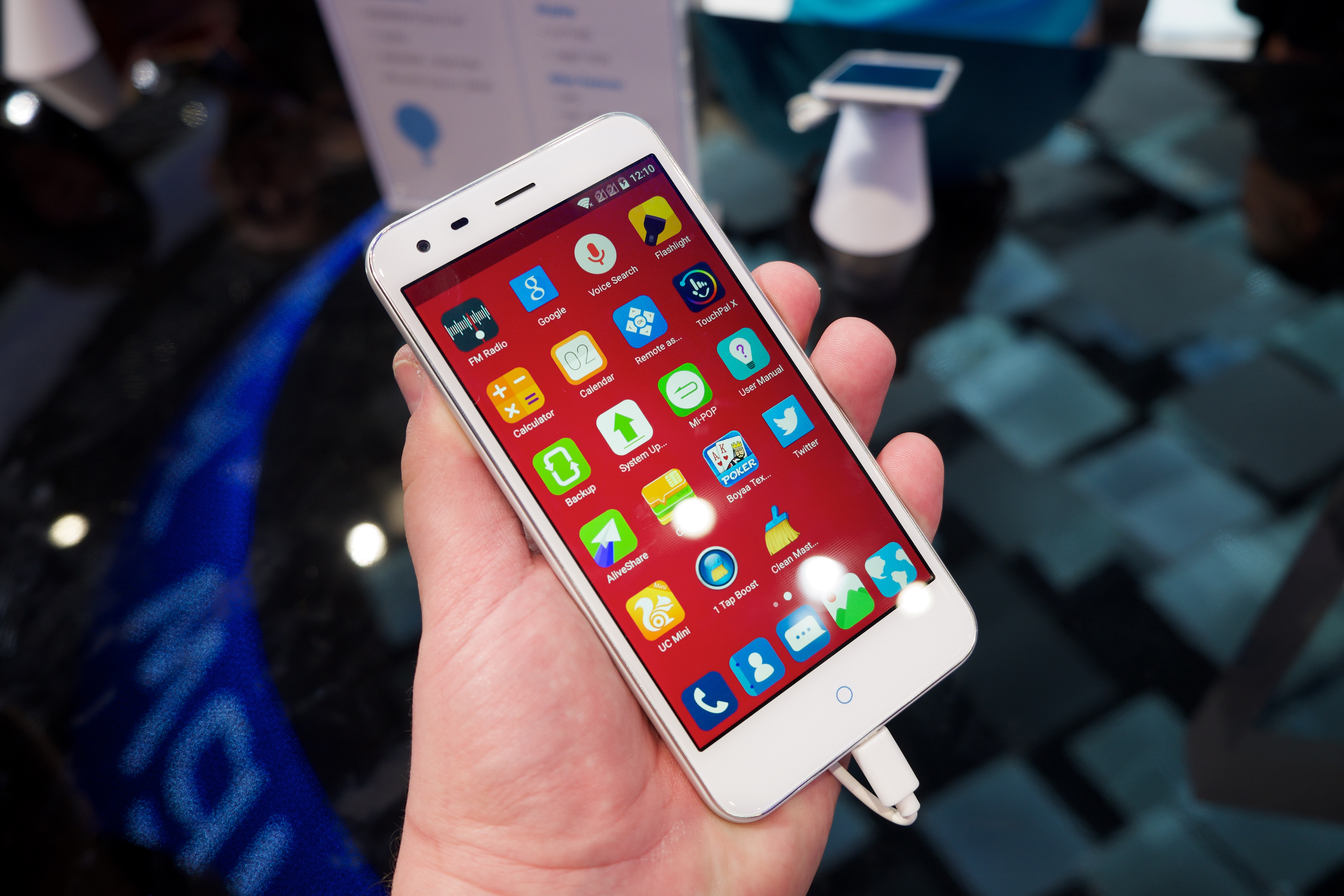
Một chiếc ZTE Blade S6 Plus

ZTE hoạt động trong ba lĩnh vực kinh doanh chính - Mạng truyền dẫn (54%)-Thiết bị đầu cuối (29%)-Viễn thông (17%). Sản phẩm có thể được tạm sắp xếp thành ba loại: thiết bị được sử dụng bởi các nhà khai thác mạng (liên kết và các nút mạng, vv), thiết bị sử dụng để truy cập mạng (thiết bị đầu cuối), và dịch vụ, trong đó bao gồm phần mềm. Vào tháng 10 năm 2010, ZTE hợp nhất môđun mã hóa và nhận giấy chứng nhận an ninh U.S./Canada FIPS 140-2, khiến ZTE các nhà cung cấp đầu tiên từ Trung Quốc chứng thực thành công module theo NIST FIPS 140-2 tiêu chuẩn theo chương trình CMVP.

### Thiết bị điện tử tiêu dùng
Điện thoại di động
Tính đến năm 2012, ZTE là nhà cung cấp điện thoại di động lớn thứ 4. Hãng cũng có tên trong danh sách top 5 nhà cung cấp smartphone đầu bảng của IDC. Strategy Analytics tính toán ZTE là một trong 4 nhà cung cấp điện thoại thông minh lớn nhất(5% thị phần) trong quý 2/2013. Họ cũng sản xuất máy tính bảng.
Mobile Hotspots
Mobile hotspots hỗ trợ 4G MF60 và MF80 đã được công bố vào tháng 8 năm 2011.
Windows Phone
Tại Mobile World Congress 2014 ở Tây Ban Nha, Microsoft thông báo rằng ZTE là đối tác phần cứng mới nhất của nền tảng Windows Phone.

### Thiết bị điều hành mạng, Nút mạng và Network Elements
ZTE cũng là nhà cung cấp của Core Routing và các thiết bị Core Network, còn được biết đến như là Network Elements nhu:
- GGSN (GSM / UMTS), PGW (LTE EPC), PDSN (CDMA)
- ZTE ZXR10-Series Core Switches và Core Routers
- MPLS routers[40]
- Trạm cơ sở, một vài trong đấy phát triển với kiến trúc OBSAI - Open Base Station Architecture Initiative, including China-specific Time-Division Long-Term Evolution aka TD-LTE radio protocol support and CDMA-based EV-DO equipment
- Bộ chuyển mạch điện thoại
- legacy WAP và MMSC
- Các thiết bị WiMax, dựa trên nền tảng ZTE SDR, một phần của giải pháp Uni-RAN, Uni-Core core network equipment, và các dịch vụ hỗ trợ cho sự ra mắt của mạng WiMAX 4G network trên tần số 3.5 GHz.
- Các sản phẩm SDN / NFV thông qua Open Daylight Project

## Khách hàng

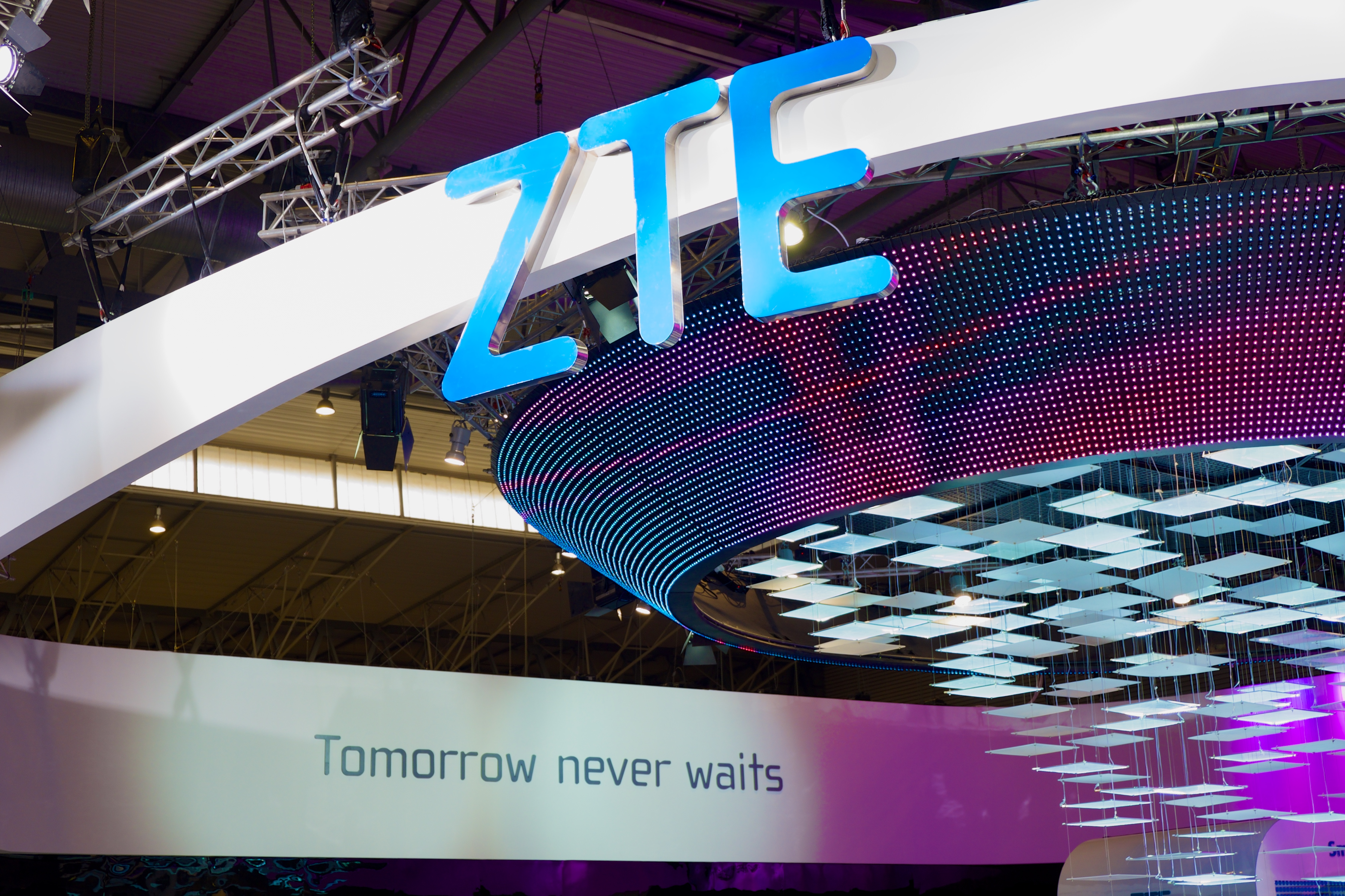
Gian hàng của ZTE tại Mobile World Congress 2015 ở Barcelona

Một số lượng lớn khách hàng của ZTE là bên ngoài Trung Quốc. Trong những năm 2000, đa số là các nhà điều hành mạng viễn thông ở các nước đang phát triển, nhưng các sản phẩm của ZTE cũng có mặt tại các nước phát triển. Vodafone của Anh, Telus của Canada, Telstra của Úc, cũng như France Telecom đều đã mua thiết bị của ZTE.
Nhiều công ty Trung Quốc cũng là khách hàng của ZTE, bao gồm China Netcom, China Mobile, China Satcom, China Telecom, và China Unicom.
Ở Mỹ, ZTE USA sản xuất điện thoại di động và các thiết bị băng thông rộng cho nhiều hãng không dây bao gồm AT&T, Boost Mobile, Cricket Wireless, MetroPCS, Sprint, T-Mobile, TracFone, Verizon, và Virgin Mobile. Họ cũng bán thiết bị mạng cho các hãng này.

## Tranh cãi

### Hối lộ cho các hợp đồng
Na Uy
Hãng viễn thông Na Uy Telenor, một trong những nhà khai thác di động lớn nhất thế giới, đã cấm ZTE "tham gia đấu thầu và cơ hội kinh doanh mới vì bị cáo buộc vi phạm quy tắc ứng xử trong một thủ tục mua sắm” trong khoảng thời gian năm tháng và kết thúc vào tháng 3 năm 2009.
Philippines
Đàm phán hợp đồng để xây dựng một mạng lưới băng thông rộng cho chính phủ Philippines có thể đã bao gồm các hoạt động không đúng.. Dự án sau đó đã bị hủy bỏ.

### Kinh doanh hệ thống giám sát
Tháng 12/2010, ZTE đã bán các hệ thống nghe trộm điện thoại và truyền thông Internet cho Telecommunication Company of Iran, một công ty do chính phủ kiểm soát. Hệ thống này có thể giúp Iran giám sát và theo dõi chính trị gia chống.

### Bảo mật thiết bị cầm tay
Ít nhất một điện thoại di động ZTE (được bán ra với ZTE Score tại Mỹ bởi Cricket và MetroPCS) có thể bị truy cập từ xa bởi bất cứ ai với một mật khẩu dễ dàng thu được.
Năm 2012, các chính trị gia Mỹ tăng cường mối lo ngại an ninh đến từ các thiết bị của ZTE và của một hãng sản xuất các thiết bị không dây khác của Trung Quốc, Huawei.